# Podrão
"Podrão" é um termo da gíria carioca para um tipo específico de cachorro-quente feito em carrocinhas de vendedores ambulantes que, além do convencional pão e salsicha com catchup, mostarda e maionese, leva uma série de outros ingredientes que variam de batata palha, queijo parmesão ralado, milho verde, ervilha e azeitona e até ovos de codorna. Desde pelo menos 1979 (em Botafogo), é um hábito incorporado à cultura do Rio de Janeiro; comum principalmente nas proximidades de casas noturnas, cinemas e outros espaços frequentados por jovens.
O "podrão" carioca é paralelo (embora não-relacionado) ao fenômeno dos danger dogs que surgiram no México em pontos de fronteira com os EUA alguns anos antes e se popularizaram como opção barata de refeição influenciada pela culinária estadunidense. O consumo deste alimento já se espalhou por cidades do sul da Califónia, como Los Angeles.
A cultura do podrão está associada aos hábitos noturnos da população jovem, especialmente frequentadores de bares acometidos por súbita sensação de fome após consumirem bebidas alcoólicas e maconha, a dita larica.
Por meio do cinema e da televisão produzidos no Rio de Janeiro, o hábito do "podrão" tem sido exportado para outras regiões do Brasil e do exterior. Em casos raros, o termo é também aplicado a outras variedades de sanduíches e salgados vendidos por ambulantes, como hambúrgueres e o churrasco grego (variedade de kebab vendida em São Paulo). Também em São Paulo, é hábito colocar queijo cheddar e purê de batata nos podrões. No Rio Grande do Sul há o tradicional xis, feito em diversas variações, como x-coração, x-bacon e x-calabresa.